# علي البراك
علي البراك (1954 - )؛ وزير الصحة الكويتي السابق، ما بين عامي 2008 - 2009.

## السيرة الذاتية
علي محمد سيف براك العجمي مواليد الكويت عام 1954 ، قبل توليه المنصب الوزاري كان يعمل في وزارة التربية وتدرج في العمل في الوزارة من وظيفة معلم، الي رئيس اللجنة الاعلامية لمراكز رعاية المتعلمين، الي مدير إدارة الانشطة، الي رئيس منطقة الجهراء التعليمية، وصولا الي منصب وكيل وزارة التربية المساعد للتخطيط والمعلومات، حتي صدر به مرسوما يقضي بتعينه وكيلا أصيلا لوزارة التربية، وفي 25 مايو 2008 أختير وزيرا للصحة خلفا للوزير السابق  عبد الله الطويل.

## وصلات خارجية
- علي محمد البراك